# Distrito de Canchabamba

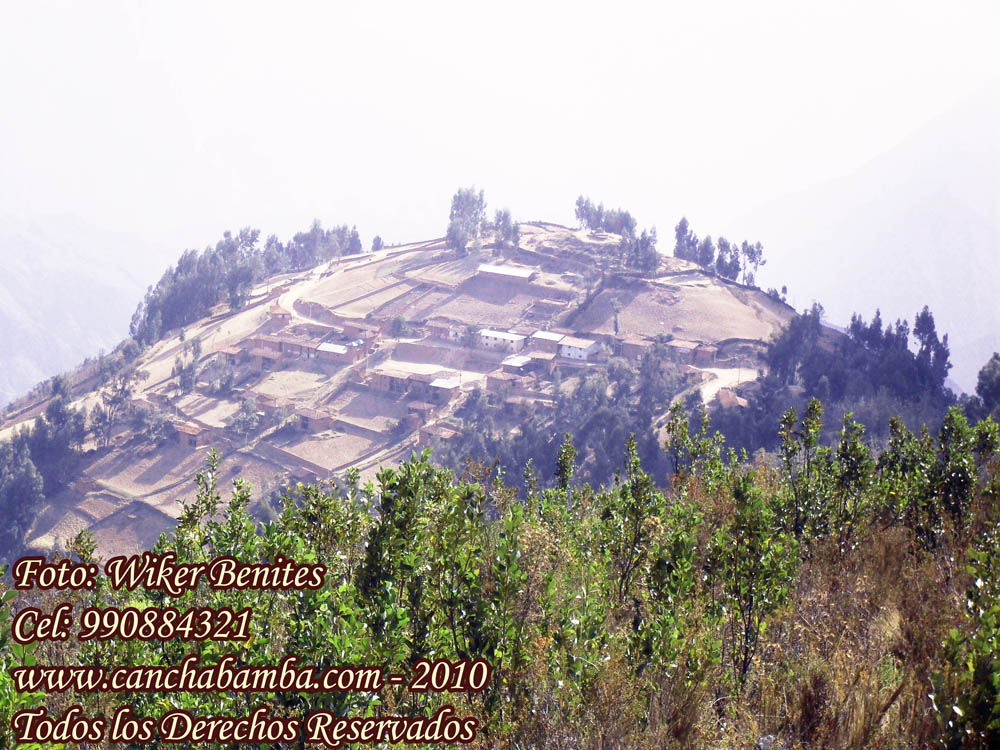
Dinamarca, uno de los caseríos del Distrito de Canchabamba. Foto 2011.

El distrito de Canchabamba es uno de los cuatro que integran la provincia de Huacaybamba, en el departamento de Huánuco, bajo la administración del Gobierno regional de Huánuco, en la zona central del Perú. Limita por el norte con la provincia de Marañón; por el este con el distrito de Pinra; y por el sur y por el oeste con el departamento de Ancash. 

## Toponimia
Pudiera provenir de kancha en la acepción de leña de cacto grande (pitahaaya, shikullu, higantun) y de panpa que denota llanura, planicie. Canchapampa se referiría a la planicie de los leños de cactus.

## Historia
El distrito fue creado mediante Ley N° 24340 del 14 de noviembre de 1985, en primer gobierno del Presidente Alan García.

## Geografía
El distrito ocupa un área de 186,83 km² y su población supera los 3 600 habitantes.
La capital del distrito es el centro poblado de Canchabamba, situado a una altitud de 3 200 metros sobre el nivel del mar.
La población se dedica mayoritariamente a la agricultura.
Sus principales poblaciones, además de la capital, son:
- Dinamarca
- Caruaj
- Huaripampa
- José Olaya
- Pauca
- San Antonio
- San Cristóbal de Pachachín
- Tunan Marca
- Turuna
- Umbe
- Villaflores

## Autoridades

### Municipales
- 2019 - 2022[3]
  - Alcalde: Iván Rupay Vásquez, de Avanza País - Partido de Integración Social.
  - Regidores:

  1. Israel Avendaño Trujillo (Avanza País - Partido de Integración Social)
  2. Raúl Honorio López (Avanza País - Partido de Integración Social)
  3. Claver Sifuentes Asencios (Avanza País - Partido de Integración Social)
  4. Nelly Agüero Sifuentes (Avanza País - Partido de Integración Social)
  5. Diógenes Sifuentes Vásquez (Acción Popular)

Alcaldes anteriores
- 2011 - 2014:[4] David Barrón Landaure, de Alianza para el Progreso (APP).
- 2007 - 2010: Arcenio Braulio Benites Malla, del Partido Perú Posible.

### Policiales
- Comisario: Mayor PNP.

## Festividades
Celebra su fiesta patronal, el 24 de septiembre, en honor de la Virgen de las Mercedes; día en el que también se conmemora el aniversario del distrito, y el 31 de julio corresponde al aniversario del colegio.
Entre los platos tradicionales de la gastronomía del distrito cabe destacar el picante de cuy,  muti pichu, el tacapi entre otras.
Todo ello disfrútalo en medios de comunicación oficial, "SOLO AMORES CANCHABAMBA LA VOZ EN HUACAYABAMBA"

## Galería
- Wikimedia Commons alberga una categoría multimedia sobre Distrito de Canchabamba.